# Гельге Йоргенсен
Гельге Йоргенсен (дан. Helge Jørgensen, нар. 17 вересня 1937, Оденсе) — данський футболіст, що грав на позиції нападника.
Виступав, зокрема, за клуб «КФУМ Оденсе», а також національну збірну Данії.

## Клубна кар'єра
У дорослому футболі дебютував 1960 року виступами за команду «КФУМ Оденсе», кольори якої і захищав протягом усієї своєї кар'єри гравця, що тривала чотирнадцять років. 

## Виступи за збірну
У 1962 році дебютував в офіційних матчах у складі національної збірної Данії.
У складі збірної був учасником чемпіонату Європи 1964 року у Франції.
Загалом протягом кар'єри в національній команді, яка тривала 1 рік, провів у її формі 6 матчів, забивши 2 голи.